# Уша (кибуц)
Уша (ивр. אושה‎) — кибуц в западной части Галилеи в Израиле. Расположен недалеко от города Кирьят-Ата; находится под юрисдикцией регионального совета Звулун.

## История
Кибуц был основан 9 ноября 1937 года как поселение «Стена и башня» польским еврейским ядром, образованным в 1930 году. До создания кибуца они организовались в нескольких мошавотах в районе Шарона, включая Кфар-Саву, Магдиэль и Петах-Тикву. Основателями были члены молодёжной группы «Ха-ноар Ха-циони», и это был первый кибуц, созданный этой организацией. Его название произошло от древнего еврейского города Уша.
Во время арабо-израильской войны 1948 года Уша и Рамат-Йоханан подверглись нападению друзского батальона Арабской освободительной армии, но жителям обоих поселений удалось отразить атаку.

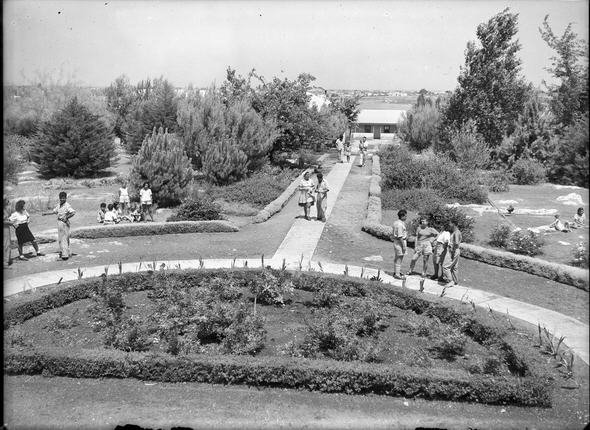
Уша в 1946 году.

## Экономика
Здесь находился завод по производству пластиковых линз («Оптиплюс»). Сегодня существует несколько отраслей экономики, в том числе конные фермы, плантации авокадо, столярные мастертские и полевые культуры.

## Население
По данным Центрального статистического бюро Израиля, население на начало 2020 года составляло 533 человека.